# Q×4手枪
Q×4是一款由中国槍械製造商長風機械廠所研制和生產的多口径全尺寸制式型半自動手槍，发射7.62×25毫米托卡列夫、9×19毫米魯格彈、.40 S&W和.45 ACP這四種手槍子彈。
2010年6月，该枪正式通过了外贸设计定型，其中.45 ACP口径型正式命名为CS/LP6型0.45英寸手枪，并在以后2011年5月举办的中国（北京）国际警用装备展上首次亮相。

## 概述
Q×4是一把使用聚合物底把、雙動操作扳機和外置式擊錘的半自動手槍。它的枪机大致上以二十世纪早期美国萨维奇1907自动手枪从的设计概念为藍本，使用延迟反冲式枪机与非后座旋转式枪管。只是，.45 ACP口径型的螺旋槽重新定位为从套筒到枪管，并通过调整其整个长度，以提供抵消後座力的额外制动力。制动凹槽因应每个口径而具有不同的螺距。由于各种口徑子彈的直径都不同，Q×4手枪具有可拆卸式枪闩系统；因此，口径之间的转換涉及到枪身的拆卸和更换套筒、槍管以及配用适当的彈匣。Q×4手枪亦采用了镶嵌金属滑轨的聚合物底把，结构简单。手动保险位于底把的两侧。.45 ACP口径的该枪採用的12發容量的双排式弹匣，而较小口径則具有更大的彈藥容量。Q×4還在底把（套筒座）前端底部整合有MIL-STD-1913戰術導軌，其上可安裝戰術燈和雷射瞄準器等戰術附件。

## 外部連結
- （英文）—Modern Firearms—NORINCO QX4 pistol（页面存档备份，存于）
- （英文）—Norinco NP-42 Qx4（页面存档备份，存于）
- （英文）—The Firearm Blog.com—Chinese QX-04 Rifling Delayed Blowback Pistol（页面存档备份，存于）
- （希腊文）—Νέο Πιστόλι Norinco NP-42 QX4 | guns-gr（页面存档备份，存于）
- （俄文）—Пистолет Norinco QX4（页面存档备份，存于）
- （简体中文）—铁血网–国产新型Qx4系列手枪，设计新潮，工艺精良啊（页面存档备份，存于）